# 贾加达南达普尔
贾加达南达普尔（Jagadanandapur），是印度西孟加拉邦Nadia县的一个城镇。总人口20470（2001年）。

## 人口
该地2001年总人口20470人，其中男性10469人，女性10001人；0—6岁人口2022人，其中男1037人，女985人；识字率76.14%，其中男性为80.96%，女性为71.09%。